# Агид Пеонски
Агид I (на старогръцки: Ἆγις) е античен монарх, основател на царството Пеония. Агид е съвременник на Филип II Македонски и е претендент за македонския трон във времена на нестабилност.

## Биография
По време на управлението на Пердика III македонската армия през 359 г. пр.н.е. претърпява съкрушително поражение в битката с илирийците, като на бойното поле пада самият цар заедно с няколко хиляди македонци. Онези, които остават живи, според Диодор Сицилийски, „поради претърпените нещастия в битката и големите опасности, които ги притискаха, бяха в голямо объркване“. Възползвайки се от тази ситуация, пеонците под водачеството на Агид, показвайки пълно презрение към македонците, започват безнаказано да плячкосват страната. След като идва на власт, Филип II започва да предприема последователни стъпки за възстановяване на позициите на Македония. В опит да поддържа мир със северния си съсед за момента той изпраща посланичество до Агид, като подкупва някои знатни пеонци и дава щедри обещания на други. Впоследствие, когато Филип сключва мир с Атина, като се отказва от претенциите си за Амфиполис, до него достига новината, че Агид е умрял. След това македонската армия се насочва към Пеония, където наследникът на Агид Ликей (Липей) е победен. Пеонците били принудени да признаят своята зависимост от Македония.